# 259344 Pare
259344 Pare este o planetă minoră (asteroid) din centura de asteroizi. A fost descoperită pe 2 aprilie 2003 la Saint-Sulpice de Bernard Christophe⁠(d). 
Obiectul prezintă o orbită caracterizată de o semiaxă mare de 2,6038215008686 UAi, o excentricitate de 0,13, o înclinație de 10,8 ° în raport cu ecliptica.